# 쥘 알릭스

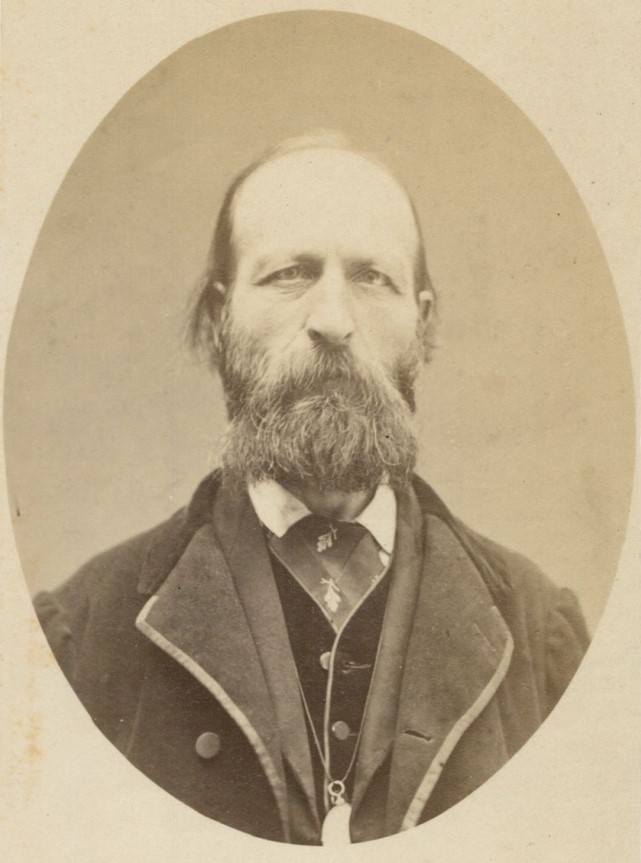

쥘 알렉스(프랑스어: Jules Allix, 1818년 9월 9일 ~ 1897년)는 프랑스 방데주 출신의 혁명가, 페미니스트, 사회주의자, 발명가이다. 파리 코뮌과 관련있는 인물이었다.